# حکایت‌های ازوپ

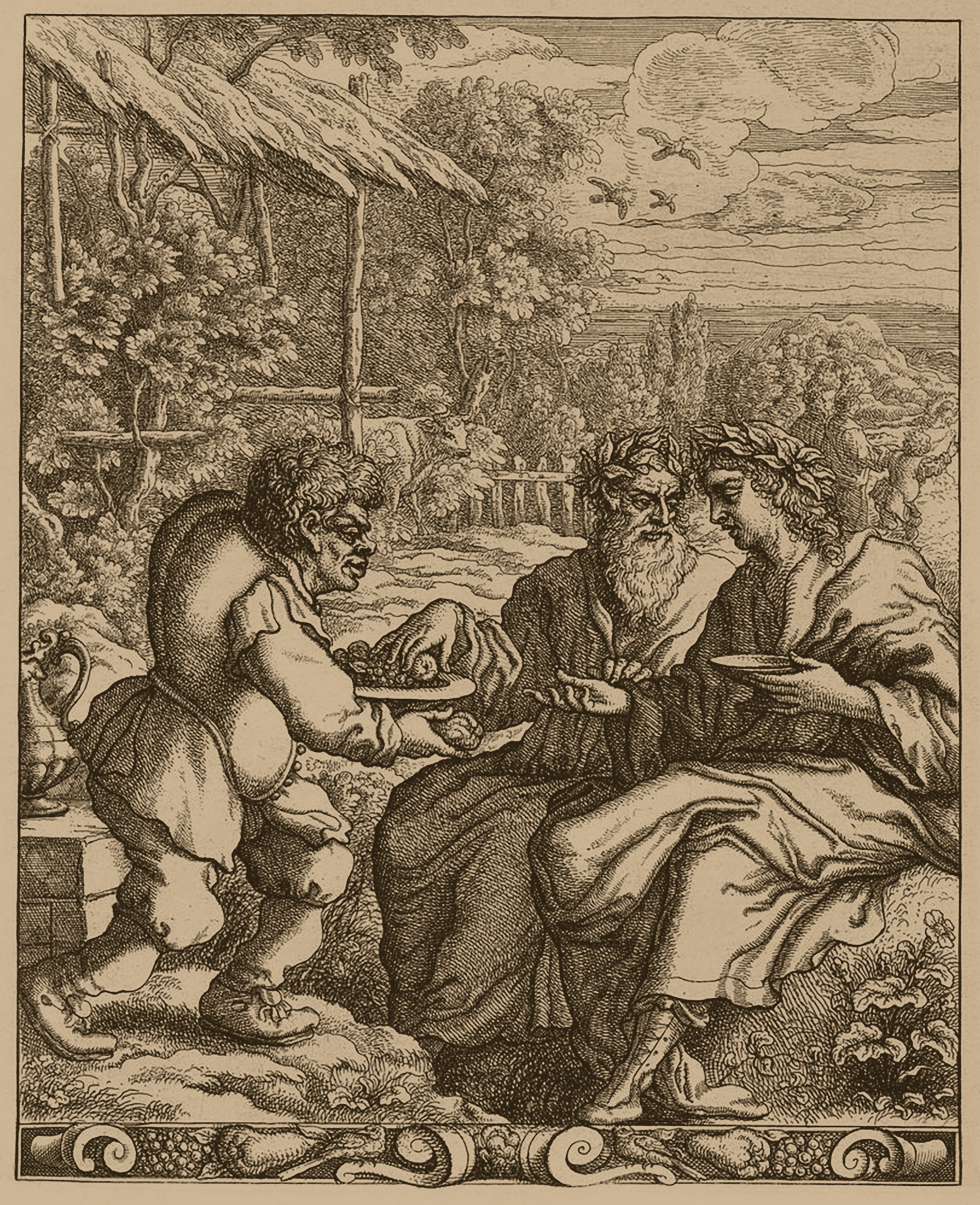
برده ازوپ در حال خدمت به دو کشیش، اثر فرانسیس بارلو.

حکایت‌های اِزوپ یا افسانه‌های ازوپ (انگلیسی: Aesop's Fables) یا «اِزوپیکا»، مجموعه‌ای از افسانه‌هاست که به ایزوپ، برده و قصه‌گویی که بین سال‌های ۶۲۰ تا ۵۶۴ قبل از میلاد در یونان باستان می‌زیست، نسبت داده شده‌اند. این داستان‌ها با خاستگاه‌های متنوع و نامشخص از طریق منابع متعددی به دوران معاصر رسیده‌اند و همچنان در قالب‌های زبانی مختلف و در رسانه‌های مردمی و هنری بازآفرینی می‌شوند.
این افسانه‌ها در ابتدا به صورت شفاهی منتقل می‌شدند و حدود سه قرن پس از مرگ ایزوپ گردآوری نشدند. تا آن زمان، داستان‌ها، لطیفه‌ها و ضرب‌المثل‌های دیگری به نام او نسبت داده شده بودند، اگرچه برخی از آن‌ها از منابع قبل از او یا خارج از حوزه فرهنگی یونان نشأت می‌گرفتند. این روند تا به امروز ادامه داشته است، به طوری که برخی از افسانه‌ها تا اواخر قرون وسطی ثبت نشده بودند و برخی دیگر از خارج از اروپا وارد شدند. این فرایند همچنان ادامه دارد و داستان‌های جدید هنوز به مجموعه ازوپ اضافه می‌شوند، حتی اگر آشکارا اثری جدیدتر و گاهی از نویسندگانی شناخته شده باشند.
دست‌نوشته‌های به زبان لاتین و یونانی راه‌های مهمی برای انتقال این افسانه‌ها بودند، اگرچه روایت‌های منظوم به زبان‌های بومی اروپایی در نهایت به مسیر دیگری تبدیل شدند. با ظهور صنعت چاپ، مجموعه‌های افسانه‌های ازوپ از اولین کتاب‌هایی بودند که به زبان‌های مختلف منتشر شدند. از طریق مجموعه‌های بعدی، ترجمه‌ها یا اقتباس‌های آن‌ها، شهرت ازوپ به عنوان یک افسانه‌پرداز در دیگر نقاط جهان هم گسترش یافت.
در ابتدا، این افسانه‌ها مخاطب بزرگسال داشتند و موضوعات مذهبی، اجتماعی و سیاسی را پوشش می‌دادند. آن‌ها همچنین به عنوان پند و اندرزهای مفید در نظر گرفته می‌شدند و از دوره رنسانس به بعد به ویژه برای آموزش کودکان مورد استفاده قرار گرفتند. بُعد اخلاقی آن‌ها در دنیای بزرگسالان از طریق مجسمه‌سازی، نقاشی و سایر روش‌های بصری، همچنین اقتباس به نمایش و موسیقی تقویت شد. علاوه بر این، در طول زمان، تفسیرهای مجددی از معنی افسانه‌ها و تغییراتی در تأکید آن‌ها صورت گرفته است.

## خاستگاه
تناقضات میان افسانه‌های ازوپ و نسخه‌های مختلف از یک افسانه در آن (مانند «چوب‌بُر و درختان») را می‌توان با این واقعیت توضیح داد که همه داستان‌های این سبک به ازوپ نسبت داده شده‌اند. برخی از این داستان‌ها ریشه در غرب آسیا دارند و برخی دیگر در خاور دور. تحقیقات نشان می‌دهد که افسانه‌ها و ضرب‌المثل‌های مشابه آثار ازوپ، در تمدن‌های باستانی سومر و اکد در هزاره سوم پیش از میلاد وجود داشته‌اند. افسانه‌های ازوپ و سنت هندی (مانند داستان‌های جاتکه در بودیسم و پنچاتنترا در هندوئیسم) حدود دوازده داستان مشترک دارند، هرچند اغلب جزئیات آن‌ها متفاوت است.
اینکه آیا یونانیان این افسانه‌ها را از هندیان آموخته‌اند یا برعکس، یا اینکه تأثیرات متقابل بوده‌اند، محل بحث است. اگرچه ازوپ و بودا تقریباً هم‌عصر بودند، اما داستان‌های هیچ‌کدام تا چند قرن پس از مرگشان مکتوب نشده‌اند.

## برخی از قصه ها
- ازوپ و قایقران
- مورچه و ملخ
- میمون و دلفین
- میمون و روباه
- الاغ و اربابانش
- الاغ و خوک
- الاغ در حال حمل تصویر
- الاغ در پوست شیر
- منجمی که در چاه افتاد
- مرد طاس و مگس
- خرس و مسافران
- بیش از حد
- شکم و سایر اعضا
- پرنده شکار و مرغ سیاه
- پرنده در پرهای قرضی
- پسری که گریه کرد گرگ
- گاو نر و شیر
- گربه و موش
- خرچنگ و روباه
- خروس و جواهر
- خروس، سگ و روباه
- کلاغ و کوزه
- کلاغ و گوسفند
- کلاغ و مار
- گوزن بدون قلب
- سگ و انعکاس آن
- سگ و گوسفند
- سگ و گرگ
- سگ ها و پوست شیر
- کبوتر و مورچه
- عقاب و سوسک
- عقاب و روباه
- عقاب زخمی شده با تیر
- الپیس
- کشاورز و پسرانش
- کشاورز و دریا
- کشاورز و لک لک
- کشاورز و افعی
- صنوبر و برامبل
- ماهیگیر و فلوتش
- ماهیگیر و ماهی کوچولو
- مگس و مورچه
- مگس در سوپ
- پرنده و مار
- روباه و کلاغ
- روباه و انگور
- روباه و شیر
- روباه و ماسک
- روباه و شیر بیمار
- روباه و لک لک
- روباه و راسو
- روباه و مرد چوبی
- روباه، مگس و جوجه تیغی
- خرگوش های ترسیده
- قورباغه و روباه
- قورباغه و موش
- قورباغه و گاو
- قورباغه ها و خورشید
- قورباغه هایی که آرزوی پادشاهی داشتند
- فولر و زغال سوز
- بز و تاک
- غازی که تخم های طلایی گذاشت
- خرگوش در حال پرواز
- هرکول و واگنر
- هیزم شکن صادق
- هورکوس، خدای سوگند
- اسب و الاغ
- اسبی که آزادی خود را از دست داد
- حشره بداخلاق
- کوزه برکت
- بادبادک و کبوتر
- شیر و موش
- شیر پیر شد
- شیر عاشق
- سهم شیر
- شیر، خرس و روباه
- شیر، گراز و کرکس
- مرد و شیر
- مردی با دو معشوقه
- سگ شیطون
- خسیس و طلایش
- موموس از خلقت خدایان انتقاد می کند
- ماه و مادرش
- کوه در کار
- موش و صدف
- باد شمال و خورشید
- بلوط و نی
- پیرمرد و مرگ
- پیرمرد و پسرانش
- پیرمرد و الاغ
- پیرزن و دکتر
- پیرزن و کوزه شراب
- گاوها و گاری کرکینگ
- رودخانه ها و دریا
- گل رز و تاج خروس
- ساتیر و مسافر
- کشتی غرق شده و دریا
- بادبادک بیمار
- مار و خرچنگ
- مار و کشاورز
- مار در بوته خار
- گوزن و تاک
- مجسمه هرمس
- قو و غاز
- لاک پشت و پرندگان
- لاک پشت و خرگوش
- موش شهر و موش کانتری
- مسافران و چنار
- درختان و برامبل
- شیپورزن به اسارت گرفته شد
- دو گلدان
- درخت گردو
- جنگ و عروسش
- شستن سفید اتیوپی
- راسو و آفرودیت
- گرگ و جرثقیل
- گرگ و بره
- گرگ و چوپان
- هیزم شکن و درختان
- مرد جوان و پرستو
- زئوس و لاک پشت
- افسانه هایی که به اشتباه به ازوپ نسبت داده شده اند
- الاغی که خار می خورد
- خرس و زنبورها
- خرس و باغبان
- زنگ زدن گربه (همچنین به عنوان موش در شورا شناخته می شود)
- مرد کور و لنگ
- پسر و فیلبرت ها
- Chanticleer و روباه
- سگ در آخور
- زن غرق شده و شوهرش
- مارماهی و مار
- نارون و تاک
- روباه و گربه
- کدو و نخل
- شاهین و بلبل
- خرگوش و بسیاری از دوستان
- جوجه تیغی و مار
- حواصیل و ماهی
- پریدن از ماهیتابه داخل آتش
- دوشیزه و سطلش
- آسیابان، پسرش و الاغ
- میمون و گربه
- کشیش و گرگ
- عقرب و قورباغه
- چوپان و شیر
- آب ها هنوز عمیق هستند
- کرکس ها و کبوترها
- گرگ در لباس گوسفند